# Lac de Truc Bach
Le lac de Truc Bach (en vietnamien : Hồ Trúc Bạch, 湖竹白) est un lac situé dans le district de Ba Dinh à Hanoï au Viêt Nam.

## Géographie
Ce lac se trouve au nord-ouest du centre historique de la ville, à l'ouest du fleuve Rouge et adjacent au lac de l'Ouest dont il faisait partie. Ces lacs sont des restes du fleuve Rouge qui a été endigué dès le XVIIe siècle et surtout au XIXe siècle et dont le cours se déroule désormais plus à l'est.
Le lac abrite deux îles lacustres : Trúc Bạch, anciennement dédiée à la fonderie (village de Ngũ Xã), elle est aujourd'hui entièrement urbanisée. Et un îlot relié par un pont, sur lequel se trouve un petit temple nommé Thủy Trung Tiên.  
Ses rives abritent de nombreux restaurants (dans lesquels on sert les fameux phở cuốn et la bière Trúc Bạch), bars et des immeubles cossus. 
Son nom provient de la présence sur ses rives d'une ancienne demeure impériale où vivaient des concubines dont la beauté s'était fanée et qui passaient leur temps à  tisser de la soie blanche.

## Histoire
Le 26 octobre 1967, pendant la guerre du Vietnam, l'avion du pilote américain John McCain - futur homme politique américain - a été touché par un missile, contraignant son pilote à ouvrir son parachute. Il atterrit au milieu du lac. Aussitôt capturé, il est exhibé dans la ville, battu par la foule, transpercé d'une baïonnette et emprisonné. Il en gardera des séquelles physiques toute sa vie. Une sculpture rappelle aujourd'hui cet événement aux Hanoïens. John McCain a pu voir ce monument lors d'un premier retour au Viêt Nam en 1985.